# Life's a Bitch
Life's a Bitch è un singolo di Nas pubblicato nel 1994 da Columbia Records in formato 12", quarto estratto dall'album Illmatic.

## Il disco
Il disco è prodotto da L.E.S. e contiene campionamenti da Yearning for Your Love della The Gap Band e Black Frost, brano di Grover Washington, Jr.. Nas duetta con l'amico AZ, per il quale è la prima strofa registrata della sua carriera, e con il padre Olu Dara alla cornetta. La strofa di AZ conquisterà diversi pareri positivi, tanto da accogliere positivamente anche il suo primo album ufficiale, Doe or Die.

## Tracce
Lato A
1. Life's a Bitch (Radio) – 3:27
2. Life's a Bitch (Dirty) – 3:29
3. Life's a Bitch (Instrumental) – 3:29

Lato B
1. Life's a Bitch (Arsenal Radio Mix) – 3:31
2. Life's a Bitch (Arsenal Dirty Mix) – 3:31
3. Life's a Bitch (Arsenal Instrumental Mix) – 3:35